# Francisco García Martínez
Francisco García Martínez fue un abogado y jurista comercialista y laboralista que nació en Murcia, España, en 1892 y falleció en 1964 en un accidente de tránsito en las cercanías de Campana, provincia de Buenos Aires, Argentina, país donde había residido gran parte de su vida.  

## Primeros años
Sus padres Antonio García, natural de Murcia y Jacoba Martínez, Chinchilla de Monte-Aragón, provincia de Albacete tenían un almacén de ramos generales pero su padre murió joven y su madre, que carecía de experiencia en el negocio, debió cerrarlo y Francisco, el mayor de tres hermanos, tuvo que salir a trabajar a los once años colocándose como aprendiz de un tío, pero dos años después, ante la muy mala situación en la España de principios del siglo XX embarcó hacia Argentina con sus tres hijos.
En el país, desempeñó variados oficios: canillita, lavacopas, mensajero y, por veinte años, empleado de comercio de una casa mayorista de españoles, los hermanos Cutillas, en Buenos Aires en la que pasó por todos los puestos, desde el más humilde al más elevado con lo que aprendía en forma práctica lo que es la relación de trabajo.

## Estudios
A los 29 años, ya casado con Concepción Tejero y con tres hijos —Antonio, Francisco Benito y Julio Argentino— reanudó los estudios primarios que no había podido completar, dio el examen general de la escuela primaria e inició la secundaria de noche, en el Instituto Modelo, mientras continuaba trabajando para mantener a su familia.
En el comercio donde trabajaba lo designaron gerente y le prometieron la habilitación e incluso asociarlo con la condición de que dejara los estudios, insinuándole que podía perder el empleo si no aceptaba. García Martínez dijo que sí pero siguió estudiando a escondidas en la Universidad de la Plata. Al día siguiente de recibirse se lo comunicó a sus empleadores y renunció al trabajo y los Cutillas lo recomendaron a toda la colectividad española, de la cual eran líderes. 
Comenzó a ejercer la profesión con tres compañeros de estudios que luego fueron distinguidos juristas: Juan Atilio Bramuglia —laboralista socialista que fue Ministro de Relaciones Exteriores en el primer gobierno peronista—, Santiago Fassi,  civilista radical, y José E. Pfleger, socialista que fue varias veces diputado. Dejó el estudio jurídico, para viajar a España donde vivió de sus ahorros dos años mientras revalidaba su título de abogado, lo que obtuvo en 1929, y en el ínterin nació su hijo menor Roberto . 
En 1930 retornó a la Argentina e instaló su nuevo estudio jurídico. No permaneció mucho tiempo, ya que en 1933, ya en la Segunda República española, volvió a Murcia, donde tenía el proyecto de fundar un colegio laico, pero en 1936 dada la situación política tormentosa que advertía en su país, Francisco García Martínez, que adhería a las ideas socialistas, regresó a Argentina y al ejercicio de su profesión.

## Su obra
Francisco García Martínez empezó a escribir en la década de 1930 y una de sus características fue la gran claridad que tenía en la exposición de los temas jurídicos. Además de artículos en revistas jurídicas y en el diario socialista publicó varios libros de Derecho del Trabajo y de quiebras, sus dos especialidades. El primero, de 1934, fue La convocación de acreedores y la quiebra que era un comentario de la ley 11.719 de concursos y quiebras, con un apéndice de leyes extranjeras, tenía 455 páginas y pronto se agotó. Al año siguiente fue Empleados y obreros de la industria y el comercio de 216 páginasen la que comentaba la ley ll729, que se había aprobado poco antes, y era la primera norma legal que legislaba en el país sobre indemnizaciones por despido, preaviso, vacaciones y suspensión. Tenía doctrina, jurisprudencia y legislación comparada, con un apéndice con la discusión parlamentaria y leyes de varios países europeos y latinoamericanos. En ese libro combatió la teoría -sostenida por algunos abogados e incluso por el Secretario General de la Confederación General de Empleados de Comercio Ángel Borlenghi-, que esa ley comprendía sólo a los empleados del comercio y no de la industria. A pesar de esa discrepancia Borlenghi lo designó abogado del gremio en 1944.
En 1938 escribió Preaviso, despido e indemnización de 125 páginas que era un poco un resumen de la anterior, donde trataba de popularizar el comentario de esos temas, al punto que se vendía en los quioscos. Con la excusa de que eran amigos el editor de los tres libros no pagó suma alguna al autor. En l940 publicó su obra más importante sobre quiebras: El concordato y la quiebra en el Derecho argentino y comparado, en tres tomos, una obra con amplia cita de los autores extranjeros, principalmente italianos y franceses que fue muy utilizada mientras la ley 11.719 estuvo en vigencia y de la que se hicieron cuatro ediciones hasta 1964.
En 1958 publicó, en la colaboración con sus hijos Julio Argentino y Roberto, Régimen jurídico de los viajantes de comercio, en dos volúmenes. Francisco García Martínez había colaborado en 1958 en la reforma del estatuto del viajante plasmada en la ley 14546. En 1960 escribió con su hijo Roberto La reforma de la legislación argentina de quiebras en 92 páginas.
En 1960 murió su esposa. Dos años después se casó con una prima lejana, y en 1964 murió cuando en la ruta 9, cerca de Campana, volcó el auto que lo conducía.